# Klyxum viscidum
Klyxum viscidum is een zachte koraalsoort uit de familie Alcyoniidae. De koraalsoort komt uit het geslacht Klyxum. Klyxum viscidum werd in 1954 voor het eerst wetenschappelijk beschreven door Utinomi. 